# United Evangelical Lutheran Church in India
United Evangelical Lutheran Church in India (UELCI, deutsch Vereinigte Evangelisch-Lutherische Kirche in Indien) ist ein evangelisch-lutherischer Kirchenbund in Indien. 
Sie hat Millionen Mitglieder. Viele ihrer Mitglieder sind Dalit oder Adivasi. Sie gehört zum Weltrat der Kirchen, der Christian Conference of Asia, dem National Council of Churches in India und dem Lutherischen Weltbund. Nach dem Tsunami von 2004 arbeitete die United Evangelical Lutheran Church in India mit dem indischen Länderprogramm der Abteilung für Weltdienst (AWD) des Lutherischen Weltbundes bei der unmittelbaren Nothilfe zusammen.

## Mitgliedskirchen
- Andhra Evangelical Lutheran Church
- Arcot Lutheran Church
- Evangelical Lutheran Church in Madhya Pradesh
- Evangelical Lutheran Church in the Himalayan States
- Good Shepherd Evangelical Lutheran Church
- Gossner Evangelical Lutheran Church in Chotanagpur and Assam
- Indian Evangelical Lutheran Church
- Jeypore Evangelical Lutheran Church
- Northern Evangelical Lutheran Church
- South Andhra Lutheran Church
- Tamil Evangelical Lutheran Church
- Nepal Northern Evangelical Lutheran Church